# Copa Constitució 2010
Der Copa Constitució 2010 war die 18. Auflage des andorranischen Fußballpokals. Alle Mannschaften der Primera sowie Segona Divisió waren antrittsberechtigt. Der Bewerb wird zwischen dem 17. Januar 2010 und dem 15. Mai 2010 ausgetragen. Der Sieger qualifizierte sich für die 2. Qualifikationsrunde zur UEFA Europa League 2010/11.
UE Sant Julià gewann den zweiten Titel.

## Turnierverlauf

### 1. Runde
In der ersten Runde traten die acht Mannschaften der Segona Divisió gegeneinander an. Gespielt wurde am 17. Januar 2010.
|                         | Ergebnis |                           |
| ----------------------- | -------- | ------------------------- |
| CE Jenlai               | 5:1      | UE Extremenya             |
| FC Lusitanos B          | 2:1      | FC Rànger’s               |
| Atlètic Club d’Escaldes | 1:3      | Casa Estrella del Benfica |
| Principat B             | 1:9      | UE Extremenya             |

### Achtelfinale
Die nach sieben Runden der Primera Divisió auf den Plätzen fünf bis acht platzierten Mannschaften traten im Achtelfinale in den Bewerb ein. Es spielte jeweils ein Team der Primera Divisió gegen eines der Segona Divisió. Gespielt wurde am 24. Januar 2010.
|                           | Ergebnis |                       |
| ------------------------- | -------- | --------------------- |
| CE Jenlai                 | 1:2      | UE Engordany          |
| FC Lusitanos B            | 0:4      | FC Lusitanos          |
| Casa Estrella del Benfica | 0:2      | Inter Club d’Escaldes |
| UE Extremenya             | 2:1      | FC Encamp             |

### Viertelfinale
In dieser Runde treten auch die restlichen Mannschaften der Primera Divisió in den Pokalbewerb ein. Die Auslosung erfolgte so, dass keine zwei der neu eingetretenen Teams gegeneinander antreten. Die Spiele fanden am 11. und 18. April 2010 statt.
|                       | Gesamt |                 | Hinspiel | Rückspiel |
| --------------------- | ------ | --------------- | -------- | --------- |
| UE Engordany          | 00:13  | UE Sant Julià   | 0:5      | 0:8       |
| FC Lusitanos          | 7:1    | FC Santa Coloma | 6:0      | 1:1       |
| Inter Club d’Escaldes | 3:4    | UE Santa Coloma | 3:0      | 0:4       |
| UE Extremenya         | 0:5    | CE Principat    | 0:2      | 0:3       |

### Halbfinale
Die Hinspiele fanden am 25. April und die Rückspiele am 9. Mai 2010 statt.
|                 | Gesamt |              | Hinspiel | Rückspiel |
| --------------- | ------ | ------------ | -------- | --------- |
| UE Sant Julià   | 3:0    | FC Lusitanos | 1:0      | 2:0       |
| UE Santa Coloma | 5:4    | CE Principat | 3:1      | 2:3       |

### Finale
| Paarung  | UE Sant Julià – UE Santa Coloma                |
| Ergebnis | 1:0                                            |
| Datum    | 15. Mai 2010                                   |
| Stadion  | Camp d’Esports d’Aixovall, Sant Julià de Lòria |
| Tore     | unbekannt                                      |